# Киевский литературно-мемориальный музей Максима Рыльского

Внешний вид музея

Киевский литературно-мемориальный музей Максима Рыльского посвящён украиноязычному поэту, переводчику и общественному деятелю Максиму Фаддеевичу Рыльскому. Размещён в его доме в киевском районе Голосеево.

## Общая информация
Киевский литературно-мемориальный музей Максима Рыльского расположен в доме, где прошли последние 13 лет жизни Максима Рыльского (1951—1964), в котором он создал свои поэтические произведения — сборники «Розы и виноград», «Зимние записи», «Вечерние разговоры». Двухэтажный дом возведён по проекту самого Максима Фадеевича. Здесь бывали, как при жизни писателя, так и уже в музее, многие известные деятели украиноязычной культуры, проводились разнообразные мероприятия.
Вокруг дома — сад и клумбы, посаженные Максимом Рыльским. Перед домом, уже после открытия заведения был установлен бюст поэта.
Адрес музея: ул. Максима Рыльского, 7, г. Киев (Украина). Музей работает с 10:00 до 18:00 ежедневно (выходные — каждая пятница и последний четверг месяца). Стоимость билета (по состоянию на 1 января 2013 года) 5 грн. (для школьников), 10 грн. (для студентов), 15 грн. (для взрослых).

## Из истории музея
Музей Максима Рыльского в Киеве основан 4 мая 1966 года. Активное участие в его создании приняли сыновья поэта Богдан и Георгий, а также коллеги и друзья Максима Рыльского — академик А. Дейч, поэты Н. Тихонов, А. Твардовский, М. Исаковский и известный оперный певец И. Козловский.
Первых своих посетителей Киевский литературно-мемориальный музей Максима Рыльского принял летом 1968 года. А в целом в течение своего 40-летнего существования заведение посетили свыше 1 миллиона человек.
Экспозицию в музее изменяли, корректировали и дополняли трижды — во время создания (1968 год), в 1985 году, а также уже после распада СССР в 2006 году.

## Экспозиция

Кабинет Максима Рыльского

В коллекции Киевского литературно-мемориального музея Максима Рыльского — вещи, окружавшие писателя в течение его жизни, большое количество рукописей, а также личная библиотека поэта, в частности, и книги, подписанные авторами. Музей, работающий в доме поэта, объединяет в себе как мемориальные, так и биографические черты. Экспозиция разместилась в 8 комнатах — музейных залах.
Особую ценность, кроме личных вещей Максима Рыльского, в музее представляют рукописи его работ, корреспонденция поэта, работы изобразительного искусства 1940—1960-х годов, кино- и фотодокументы. В музее также можно прослушать записи голоса поэта.
Общий фонд музея насчитывает около 10 тысяч единиц (включая библиотеку).